# Raman Hui
Raman Hui Shing-Ngai (en chino tradicional: 許誠毅, nacido el 1 de agosto de 1963) es un director de cine, ilustrador y animador de Hong Kong, reconocido principalmente por codirigir la película de animación Shrek tercero y los cortometrajes Kung Fu Panda: los secretos de los cinco furiosos, Scared Shrekless y Puss in Boots: The Three Diablos. En 2015 dirigió el largometraje de acción y aventuras Monster Hunt, producción que encabezó la lista de las películas más taquilleras en China hasta que el filme The Mermaid de 2016 superó sus cifras. Como animador o supervisor ha estado involucrado en la producción de películas notables como Madagascar, Antz, Batman Forever y Puss in Boots.

## Biografía

### Primeros años
Hui nació en Hong Kong y creció en el seno de una familia monoparental, con su madre criándolo a él y a sus dos hermanos. Desde muy pequeño empezó a interesarse por el dibujo y las artes gráficas, ingresando en la Universidad Politécnica de Hong Kong donde se graduó en 1984 en diseño gráfico.

### Carrera
Luego de finalizar su formación académica, trabajó como animador en los estudios Quantum de Hong Kong. En 1989 se mudó a Canadá para asistir a un curso de tres meses en el Sheridan College con el objetivo de mejorar sus conocimientos en animación por ordenador. Durante un tiempo estuvo creando producciones animadas a mano para anuncios de televisión en Toronto. En 1989 comenzó a trabajar como animador junior en la compañía Pacific Data Images, que más tarde fue adquirida por los renombrados estudios de animación DreamWorks Animation. Allí se desempeñó como animador en varios comerciales y cortometrajes.
Entre otros trabajos, dirigió dos cortometrajes con la compañía, Sleepy Guy (1995) y Fat Cat on a Diet (2000). Fue el supervisor de animación y diseñador de personajes principales del primer largometraje de Pacific Data, Antz, estrenado en 1998 con una buena acogida de crítica y audiencia. Acto seguido empezó a desempeñarse como supervisor de animación para los filmes Shrek y Shrek 2, también con notables resultados de taquilla y recepción crítica. En 2004 pasó medio año en su natal Hong Kong, donde dirigió la animación de la serie de televisión El padre de la manada de DreamWorks Animation, que fue subcontratada a una empresa del país asiático. En 2007 codirigió su primer largometraje, Shrek tercero, además de dirigir los cortometrajes animados Kung Fu Panda: los secretos de los cinco furiosos, Scared Shrekless y Puss in Boots: The Three Diablos. En 2015 dirigió la película de acción y aventuras china Monster Hunt, y tres años después su secuela, Monster Hunt 2.
Hui ilustró varios libros de cuentos infantiles en colaboración con la marca de cosméticos estadounidense Kiehl's para recaudar fondos para varias organizaciones de Hong Kong. Su primer libro, Brownie and Sesame, se publicó en 2004, seguido de Piccolo en 2005 y Grandma Long Ears en 2006. Gracias a sus contribuciones a las películas de Shrek, la revista Forbes lo incluyó en 2010 entre los 25 sinoestadounidenses más notables en el campo de los negocios.
El cineasta se describe a sí mismo como un "hongkonés que vive en América", estando "entre la cultura occidental y la china". Después de llegar a los Estados Unidos, además de aprender un nuevo idioma, Hui tuvo muchos problemas para adaptarse a un estilo de vida diferente: "Hong Kong es un lugar muy caótico. Pero el lugar donde vivía, Silicon Valley, era tan tranquilo que si ves a alguien caminando por la calle de noche, deberías preocuparte". Aunque prefiere vivir en Hong Kong, Hui ha afirmado que disfruta trabajando en los Estados Unidos: "Allí se aseguran de que tengas suficiente tiempo para hacer bien tu trabajo. Me siento apegado a ese país porque es donde aprendí todas mis habilidades".

## Filmografía

### Cine
| Año  | Título                                     | Notas                   |
| ---- | ------------------------------------------ | ----------------------- |
| 1991 | Muppet*Vision 3D                           | Animador                |
| 1994 | Angels in the Outfield                     | Director de animación   |
| 1994 | Sleepy Guy                                 | Director                |
| 1995 | Batman Forever                             | Supervisor de animación |
| 1996 | The Arrival                                | Director de animación   |
| 1998 | Antz                                       | Supervisor de animación |
| 2000 | Fat Cat on a Diet                          | Director y animador     |
| 2001 | Shrek                                      | Supervisor de animación |
| 2003 | Shrek 4-D                                  | Supervisor de animación |
| 2003 | Sinbad: Legend of the Seven Seas           | Voz                     |
| 2004 | Shrek 2                                    | Supervisor de animación |
| 2005 | Madagascar                                 | Animación adicional     |
| 2007 | Shrek tercero                              | Codirector              |
| 2008 | Kung Fu Panda: Secrets of the Furious Five | Director                |
| 2010 | Shrek Forever After                        | Historia adicional      |
| 2010 | Donkey's Caroling Christmas-tacular        | Historia                |
| 2011 | Puss in Boots                              | Historia adicional      |
| 2012 | Puss in Boots: The Three Diablos           | Director                |
| 2015 | Monster Hunt                               | Director                |
| 2018 | Monster Hunt 2                             | Director                |
| 2024 | The Tiger's Apprentice                     | Director                |

### Televisión
| Año       | Título                   | Notas                 |
| --------- | ------------------------ | --------------------- |
| 1991      | The Last Halloween       | Animador              |
| 1995      | The Simpsons             | Animador (1 episodio) |
| 2004-2005 | Father of the Pride      | Director de animación |
| 2007      | Shrek the Halls          | Animador              |
| 2009      | Merry Madagascar         | Animador              |
| 2010      | Scared Shrekless         | Codirector            |
| 2012      | How to Train Your Dragon | Director de animación |